# 過呼吸
過呼吸（かこきゅう、英語: hyperpnea）とは、必要以上の換気活動をおこなうこと。
その結果として動脈血中の酸素分圧が上昇、炭酸ガス分圧が低下し1回換気量が増大する。初期状態は低酸素症と似ており、程度が強くなると手足や唇の痺れや呼吸困難、頭のふらつき、息苦しさ、眠気、激しい耳鳴りや悪寒をきたす。
発症するケースとしては、陸上競技（長距離走・マラソン・駅伝）・水泳・サッカー・バスケットボールなどの呼吸を多く必要とする運動の後が挙げられ、精神的な要因による過換気症候群とは原因が異なる。

## 過呼吸発作になる過程
過呼吸は、水泳（特にダイビングなどの息止め競技など）で危険とされ禁じられている、「ハイパーベンチレーション呼吸法（ダイビングなどの息止め競技などで潜水時間を伸ばすことができるために盛んに行われている潜水前に行う呼吸法）」と同様に、血液中の酸素と二酸化炭素のバランスが崩れ、二酸化炭素不足となる状態。呼気からの二酸化炭素の排出が必要量を超え動脈血の二酸化炭素濃度が減少して血液がアルカリ性に傾くため、息苦しさを覚える。そのため、無意識に延髄が反射によって呼吸を停止させ、血液中の二酸化炭素を増加させようとする。しかし、大脳皮質は、呼吸ができなくなるのを異常と捉え、さらに呼吸させようとする。また、血管が収縮してしまい、軽度の場合は手足の痺れ、重度の場合は筋肉が硬直する。それらが悪循環になって発作がひどくなっていく。これを、過呼吸症候群という。これが精神的要因によっておこる場合は過換気症候群となる。

## 症状
過呼吸症候群によって引き起こされる症状には以下のようなものがある。
- 息苦しさ
- 呼吸が速くなる（呼吸を深くすると胸部に圧迫を感じる）
- 胸部の圧迫感や痛み
- 動悸
- 目眩
- 手足や手指、唇の痺れ
- 頭がボーとする
- 死の恐怖を感じる、パニックになる
- （まれに）失神

直接的にこの症状が起因して死ぬ事はない。しかし心臓発作などを誘発し死に至るケースもある。 他の病気で発熱し、息が荒くなっただけで発症するケースもある。

## 対処法
かつては、紙袋などに口・鼻をあて、吐いた空気を再度吸い込むという行為をくり返し、血中の二酸化炭素濃度を上げる方法（ペーパーバッグ法）が一般的だったが、この場合、酸素不足にならないよう、少し隙間を作っておくなどの配慮が必要でその加減が難しく、袋を用いる方法は有効性よりもむしろリスクの方が大きいという意見もある。誤った処置（袋をぴったりと口・鼻に当ててしまい、外気を遮断してしまうなど）により、発作時には、酸素が多すぎた状態から、一気にバランスが逆転し二酸化炭素が多くなり過ぎて、窒息死に至ったケースも報告されているという。
呼吸の速さと深さを自分で意識的に調整すれば2～3分で自然に治まる。このことを利用し、万一発作が起きた場合は、介助者は何もせずに、大丈夫だ、安心しろと、患者を落ち着かせ、息を吐くことを患者に意識させ、ゆっくりと深呼吸をさせる（「吸う：吐く」が1：2の割合で呼吸する。一呼吸に10秒くらいかけて、少しずつ息を吐く。また息を吐く前に1～2秒くらい息を止める事が良い。胸や背中をゆっくり押して、呼吸をゆっくりするように促す。）などの呼吸管理によって、二酸化炭素を増やしながらも、酸素を取り込んで、窒息しないように呼吸管理をすることが、推奨されている。